# Leptodactylus wagneri
Leptodactylus wagneri é uma espécie de anfíbio  da família Leptodactylidae.
Pode ser encontrada nos seguintes países: Brasil, Colômbia, Equador e Peru.
Os seus habitats naturais são: florestas subtropicais ou tropicais húmidas de baixa altitude, regiões subtropicais ou tropicais húmidas de alta altitude, campos de gramíneas subtropicais ou tropicais secos de baixa altitude, campos de gramíneas de baixa altitude subtropicais ou tropicais sazonalmente húmidos ou inundados, rios, pântanos, lagos de água doce, marismas de água doce, marismas intermitentes de água doce, terras aráveis, pastagens, jardins rurais e florestas secundárias altamente degradadas.